# Robert Milczarek
Robert Milczarek (ur. 28 listopada 1983 w Tomaszowie Mazowieckim) – polski siatkarz,  grający na pozycji przyjmującego i libero.
Po sezonie 2022/2023 ukończonym w drużynie PGE Skra Bełchatów postanowił zakończyć siatkarską karierę.
9 października 2024 roku został współwłaścicielem agencji sportowej Pro Fusion, w której również w skład wchodzi były już siatkarz Kacper Piechocki.

## Sukcesy klubowe
Puchar Polski:
- 2005, 2006, 2007, 2012, 2016

Mistrzostwo Polski:
- 2005, 2006, 2007, 2008, 2018
- 2012, 2017

Liga Mistrzów:
- 2012
- 2008

Superpuchar Polski:
- 2017, 2018

## Nagrody indywidualne
- 2017: Najlepszy broniący Pucharu Polski